# Œnothèque

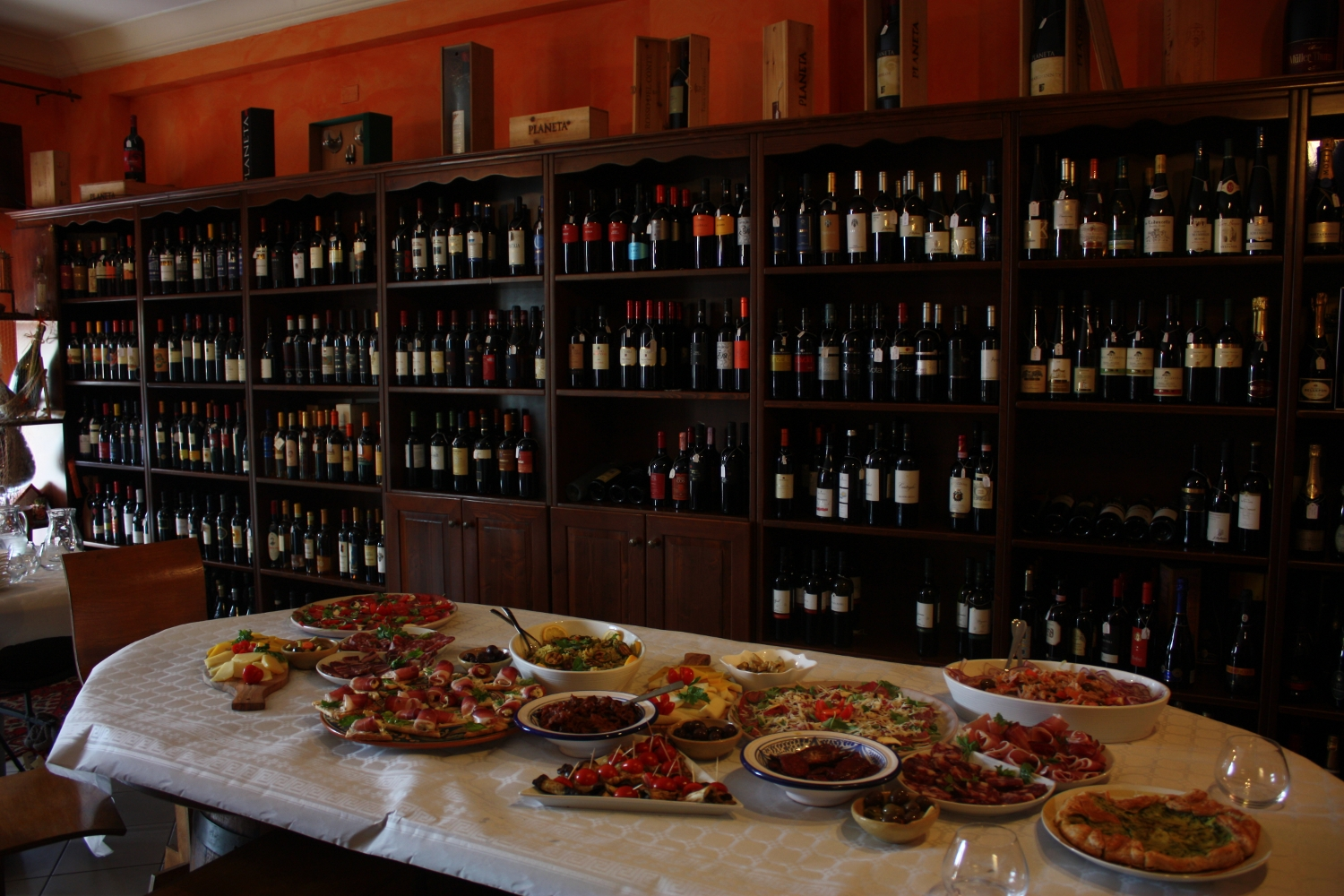
Œnothèque à Menfi.

Une œnothèque est un lieu consacré à la vente et à la dégustation des vins locaux ou régionaux ou à leur conservation. Ce concept a pris naissance en Italie, puis s'est étendu à d'autres pays.

## Promotion des vins
La plupart des œnothèques s'adressent principalement aux visiteurs et aux touristes d'une région en leur offrant la possibilité de déguster et d'acheter les vins proposés. Une œnothèque est en général liée aux producteurs, à leur organisation ou à un office de tourisme de la région de production. Généralement, une œnothèque ne dispose que de petites quantités de chaque vin, la clientèle souhaitant acheter de plus grandes quantités étant redirigée vers le producteur choisi. Dans certains cas, elle commercialise également d'autres produits alimentaires locaux et sert de petites collations pour accompagner la dégustation des vins.

## Conservatoire du vin
Certains organismes constituent une œnothèque dans le but de conserver la mémoire des vins produits dans le passé. C'est le cas de la confrérie bachique Saint-Etienne d'Alsace qui conserve, dans l'œnothèque climatisée du château de Schwendi à Kientzheim, plus de 60 000 bouteilles de vins d'Alsace, dont une collection de 200 millésimes compris entre 1834 et 1937.